# 足立真理
足立 真理（あだち まり、 1966年11月30日 - ）は、日本の女性ジャーナリスト。テレビ東京の番組ワールドビジネスサテライトで、ニューヨーク支局特派員として活動していた人物である。

## 人物・来歴
- 東京都出身。千葉県立国府台高等学校卒業後渡米、サンフランシスコの大学へ留学。この時からゴルフを趣味とする。
- アメリカオレゴン州立大学放送学専攻卒業。授業でもゴルフを選択。
- 日本経済新聞社に記者として入社。編集局国際部、流通経済部、証券部、日経CNBCなどを経て1999年3月からテレビ東京に出向。
- 「ワールドビジネスサテライト」のディレクターを経験後、2000年10月から「株式ワイド オープニングベル&クロージングベルのマーケットキャスター担当。
- 2004年4月から同番組のプロデューサーを兼務。
- 2005年からテレビ東京のニューヨーク支局特派員として「ワールドビジネスサテライト」のワールドマーケットを担当。
- 2014年、一橋大学大学院国際企業戦略研究科金融戦略・経営財務専攻経営修士号（MBA）取得。
- 2018年に日本経済新聞社を退職し、人材育成事業GSSを立ち上げ、代表に就任。
- 吉本興業の文化人枠所属者でもある。
- 農学者の足立仁は祖父。祖母は第42代内閣総理大臣・鈴木貫太郎の次女。
- 和歌山大学経済学部教授の足立基浩は実弟。このため真理と基浩の姉弟は鈴木貫太郎の曾孫になる[1]。BSフジの番組『ブラマヨ弾話室』では共演している回がある。

## 出演
過去に出演したテレビ番組
- ワールドビジネスサテライト（1999年、テレビ東京）
- 株式ワイド オープニングベル&クロージングベル (Opening Bell)（2000年、テレビ東京）マーケットキャスター東証アローズ担当

出演番組
- モーニングサテライト（2005年、テレビ東京）ワールドマーケット担当
- ワールドビジネスサテライト（2005年、テレビ東京）ワールドマーケット担当
- 朝生ワイド す・またん!（2022年、読売テレビ） 不定期ゲスト、なお弟の基浩も同番組に出演しているが、姉弟揃っての同時出演は未だに無い。

ウェブ
- まりりんのNYの風（2005年-2006年4月4日終了、楽天証券）コラム執筆